# Eddie „Lockjaw” Davis
Eddie „Lockjaw” Davis (New York, 1922. március 2. – Culver City, 1986. november 3.) amerikai szaxofonos. Nem világos, honnan ered a „Lockjaw” beceneve (később csak „Jaws”), lehet, hogy egy dalcímből származik, de az is lehet, hogy csak mert erősen harapdálta a szaxofon fúvókáját.

## Pályakép
Davis pályája során játszott Cootie Williamsszel, Lucky Millinderrel, Andy Kirkkel, Eddie Bonnemère-rel, Louis Armstronggal és Count Basie-val is, továbbá saját zenekarait vezette, és számos felvételt készített zenekarvezetőként. Játszott a swing-, hard bop-, latin jazz- és soulzenét. Néhány 1940-es évekbeli felvétele rhythm and blues kategóriába sorolhatóak.
1940-ben, amikor Teddy Hill lett a legendás „Minton's Jazz Klub” menedzsere, Eddie Davist bízta meg azzal, hogy eldöntse, mely zenészek ülhetnek be a jam session-ökbe (sokan vágytak erre, beleértve a zenészeket is, akik nem feleltek meg a helyszín szigorú követelményeinek).
Edward Davis 1946-os együttesében, az Eddie Davis and His Beboppersben Fats Navarro, Al Haig, Huey Long, Gene Ramey és Denzil Best játszott.Az 1950-es években Davis Sonny Stittel zenélt, míg 1960 és 1962 között pedig egy tenorszaxofonossal, Johnny Griffinnel kvintettet vezetett. 1955-től 1960-ig Eddie Davis úttörő volt egy tenorszaxofon-Hammond-orgona comboban Shirley Scott játszott az orgonán).
Az 1960-as évek közepétől európai zenészekkel is fellépett.
Davis 64 éves korában halt meg Hodgkin limfómában, a kaliforniai Culver Cityben.

## Lemezválogatás
- Eddie Lockjaw Davis 1946–1947, és Fats Navarro, Sadik Hakim, Al Haig
- Rarest Sessions of the 40's (1946–1948) és Sadik Hakim, Al Haig, Shad Collins
- Eddie Lockjaw Davis 1948–1952, és Wynton Kelly, Billy Taylor, Freddie Green, Oscar Pettiford
- Tenor Battles (1954), és Sonny Stitt
- Modern Jazz Expressions (1955), és Doc Bagby, Charlie Rice
- Uptown (1955–1958) és Doc Bagby, Charlie Rice, Shirley Scott, Bill Pemberton
- Eddie’s Function (1957), és Shirley Scott
- Count Basie presents Eddie Davis (1957) és Joe Newman, Shirley Scott, George Duvivier, Butch Ballard
- Cookbook, Vol.1 & 2 (1958), és Shirley Scott, George Duvivier, Arthur Edgehill, Jerome Richardson
- Jaws (1957) és Shirley Scott, George Duvivier, Arthur Edgehill
- Very Saxy (1959) és Coleman Hawkins, Arnett Cobb, Buddy Tate
- Jaws in Orbit (1959) és Shirley Scott, George Duvivier
- Stolen Moments – Lockjaw Davis Bigband (1960) és Clark Terry, Melba Liston, Jimmy Cleveland, Oliver Nelson, Eric Dolphy, Richard Wyands, Roy Haynes
- Tough Tenors (1960) és Johnny Griffin, Junior Mance, Ben Riley, Larry Gales
- Griff and Lock (1960) és Johnny Griffin, Junior Mance, Ben Riley, Larry Gales
- The First Set (1961) és Johnny Griffin, Junior Mance, Ben Riley, Larry Gales
- The Late Show (1961) és Johnny Griffin, Junior Mance, Ben Riley, Larry Gales
- Blues Up and Down (1961);  és Johnny Griffin
- Live at Mintons (1961) és Johnny Griffin, Junior Mance, Ben Riley
- Afro-Jaws (1961) és Clark Terry, Ray Barretto
- Streetlights (1962) és Don Patterson
- Battle Stations (1963) és Johnny Griffin és Norman Simmons
- Misty (1963) és Shirley Scott
- Save your Love for me (1966) és Joe Newman, Thad Jones, Hank Jones, Jay Jay Johnson, Frank Wess
- The Fox and the Hounds (1966) és Jerome Richardson, Bobby Plater, Frank Wess, Billy éschell, Ernie Royal, Joe Newman, Thad Jones, Snooky Young, Urbie Green, Hank Jones, George Duvivier, Grady Tate
- Love Calls (1967) és Paul Gonsalves, Roland Hanna, Everett Barksdale, Ben Tucker, Grady Tate
- Light and Lovely (1975) és Harry Edison, Gerry Wiggins, Major Holley, Oliver Jackson
- Eddie Lockjaw Davis (1975) with Michel Attenoux
- Jaws strikes again (1976) és Wild Bill Davis, Billy Butler, Oliver Jackson
- Straight Ahead (Pablo 1976) és Tommy Flanagan, Keter Betts, Bobby Durham
- Straight Blues (1976) és Count Basie, Harry Edison
- Eddie Davis & Wild Bill Davis; Vol.1&2 (1976) és Wild Bill Davis, Oliver Jackson
- Opus Funk; Vol.1&2 (1976) és Harry Edison, Kenny Drew
- Swingin' till the Girls come Home (1976) és Thomas Clausen, Alex Riel
- Montreux 77 (Live 1977) és Oscar Peterson, Ray Brown, Jimmy Sésh
- Leapin’ on Lenox (1978) és Eddie „Cleanhead“ Vinson, Milt Buckner, Milt Hinton, J. C. Heard
- All of Me (1978) és Harry Edison, Pierre Michelot, Sam Woodyard
- The Heavy Hitter (1979) és Albert Daily, George Duvivier, Victor Lewis
- Sonny, Sweets and Jaws (1981) és Sonny Stitt, Harry Edison, Eddie Higgins, Duffy Jackson
- Eddie Lockjaw Davis (1981) és Horace Parlan, Reggie Johnson, Alvin Queen
- Live at the Widder – Zürich 1982 Vol. 1 & 2 – és Gustav Csik, Isla Eckinger, Oliver Jackson
- Land of Dreams (1982) – és Karl Ratzer, Michael Starch, Viktor Plasil
- Jazz at the Philharmonic (1983) – és Harry Edison és Al Grey
- All of Me (1983) – és Kenny Drew

## Fordítás
Ez a szócikk részben vagy egészben  az   Eddie „Lockjaw” Davis című angol Wikipédia-szócikk ezen változatának fordításán alapul.  Az eredeti cikk szerkesztőit annak laptörténete sorolja fel. Ez a jelzés csupán a megfogalmazás eredetét és a szerzői jogokat jelzi, nem szolgál a cikkben szereplő információk forrásmegjelöléseként.